# Oholje
Oholje (Servisch cyrillisch Охоље) is een plaats in de Servische gemeente Novi Pazar. De plaats telt 179 inwoners (2002).